# Flore de l'Afrique du Nord
Flore de l'Afrique du Nord (abreviado Fl. Afrique N.) es un libro con ilustraciones y descripciones profesor universitario, botánico, micólogo, algólogo, briólogo y pteridólogo francés René Charles Maire y publicado en París en 16 volúmenes en el año 1953.